# ヘルムート・ドイッチュ
ヘルムート・ドイッチュ（ドイツ語: Helmut Deutsch、1945年12月24日 - ）はオーストリアのピアニスト、歌曲伴奏者、音楽大学教授。ウィーン生まれ。専門は歌曲の伴奏と室内楽。「ヘルムート・ドイチュ」とも表記される。

## 経歴
1967年から1979年までウィーン音楽大学で教鞭をとり、ピアノ、作曲、音楽学を教えた。1986年から2011年まで、ミュンヘン音楽・演劇大学で歌曲創作 (Liedgestaltung) の教授を務めた。この後も、ミュンヘン音楽・演劇大学と、フランクフルト音楽大学・ニュルンベルク音楽大学には、引き続き客員教授として関わっている他、ヨーロッパ各地や日本でマイスターコースの講座を開催している。イギリスのBBCカーディフ歌唱コンクールの審査員を務めている。
ドイッチュは過去に数多くの歌手の歌曲伴奏ピアニストを務めてきた。ヘルマン・プライ（バリトン）とは12年に渡る集中的な伴奏パートナーの関係を築いた。伴奏相手を務めた歌手には、伴奏ピアニストとしてキャリア初のコンビを組んだイルムガルト・ゼーフリート以降、イレアナ・コトルバシュ、グレース・バンブリー、バーバラ・ボニー、アンゲリカ・キルヒシュラーガー、アンネッテ・ダッシュ、ディアナ・ダムラウ、イェカテリーナ・セメンチュク、オラフ・ベーア、ボー・スコウフス、ミヒャエル・フォレ、マティアス・ゲルネ、ベルント・ヴァイクル、アンドレアス・シュミット、ヨナス・カウフマン、ピョートル・ベチャワなどがいる。伴奏ピアニストとして関わったディスク録音では数多くのレコード賞を受賞している。ブラームス歌曲全集のディスクで伴奏ピアニストを務めた。ザルツブルク音楽祭では、オラフ・ベーア(1999年)、ヨナス・カウフマン(2009年)、ヘルマン・プライ(1982年、1984年、1985年、1991年)、トーマス・クヴァストホフ(2012年)、ミヒャエル・フォレ(2010年、2012年)のリサイタルに伴奏で出演した。 
ディアナ・ダムラウの歌唱で録音されたリストの歌曲集のCD（2011年）には次のコメントが載っている。
「しばしばピアノパートが声楽パート並みに複雑で激しく、興をそそるたたずまいを見せているが、リストがヴィルトゥオーゾ・ピアニストとして名を馳せたことを思えばこれは不思議なことではなく、ここでヘルムート・ドイッチュは自身が真に傑出した演奏者であることを証明している」。

ウィーンのシェーンブルン宮殿で開催される国際歌曲コンクールはヘルムート・ドイッチュの名を冠したものとなっている。

## 顕彰
- 1967年：ウィーン市作曲賞